# سه‌شنبه خاکستر
سه‌شنبه خاکستر (به انگلیسی: Ash Tuesday) که با نام یا فراتر از خاکستر (به انگلیسی: Beyond the Ashes) نیز شناخته می‌شود. فیلمی محصول سال ۲۰۰۳ و به کارگردانی جیم هرشلدر است. در این فیلم بازیگرانی همچون جنین گرافلو، جانکارلو اسپوزیتو، تونی گلدوین، پائولی پرتی، جنیفر کارپنتر و آدام فرارا ایفای نقش کرده‌اند.